# Wörsbachtalbrücke
Die Wörsbachtalbrücke ist eine 528 m lange Eisenbahnbrücke der Schnellfahrstrecke Köln–Rhein/Main (Streckenkilometer 115). Auf ihr überquert die Schnellfahrstrecke auf dem Gebiet der hessischen Gemeinde Brechen den Wörsbach und trägt daher ihren Namen.
Sie ist die drittlängste Brücke der Strecke und die längste Brücke im Baulos B im Mittelabschnitt der Neubaustrecke.

## Verlauf
Die Trasse verläuft in südlicher Richtung in einer Rechtskurve.
Neben dem Wörsbach wird auch die Landesstraße 3277 überquert.

## Geschichte

### Planung
Ende des Jahres 1995 lag die geplante Länge des Bauwerks bei 526 m. Ende 1997 waren 528 m geplant. Im September 1998 war zeitweise eine Länge von 534 m geplant gewesen. Mitte 1999 war das Bauwerk wiederum mit 528 m geplant. Dies entspricht der realisierten Länge.

### Bau
Das Bauwerk war als erste Brücke im Baulos B in Bau gegangen.
Das Bauwerk wurde mit einer Vorschubrüstung hergestellt und am 11. August 1999 fertiggestellt.